# El pequeño tallarín
El pequeño tallarín (Noodle, en la traducción al inglés) es una película israelí del 2007, ganadora del Premio de la Academia de Cine Israelí a la Mejor Actriz de Reparto (Anat Waxman) y del Gran Premio Especial del Jurado en el Festival de Cine Mundial de Montreal para Ayelet Menahemi.

## Argumento
A los 37 años, Miri Calderone (Mili Avital) ha enviudado dos veces y trabaja como sobrecargo en El Al. Su vida diaria se ve trastocada cuando, de pronto, un niño chino es abandonado por su madre quien, luego de trabajar por un tiempo en labores domésticas en casa de Miri, es deportada a su país. La película, una mezcla de comedia y drama, conmueve al presentar la relación surgida entre dos seres humanos tan diferentes (una mujer adulta israelí y un niño pequeño chino) que, sin idioma común de por medio, se acompañan mutuamente en un viaje memorable, un viaje que los transforma por completo.

## Reparto
- Mili Avital: Miri Calderone
- BaoQi Chen: Noodle
- Alon Aboutbul: Izzy Sason
- Sinaya Ben-Dor: Ilana
- Yiftach Klein: Mati Gueta
- Daphna Shpigelman: Batya
- Sarit Vino-Elad: Dafna
- Anat Waxman: Gila Sason
- Roni Yuria: Yaeli

## Categorías
- Datos: Q2920309